# Mâron
Mâron település Franciaországban, Indre megyében. Lakosainak száma 736 fő (2022. január 1.). Mâron Ambrault, Ardentes, Diors, Étrechet, Sainte-Fauste, Sassierges-Saint-Germain és Vouillon községekkel határos.

## Népesség
A település népességének változása:
| Lakosok száma | 566  | 575  | 665  | 719  | 766  | 783  | 762  | 750  | 743  | 736  |
|               | 1968 | 1982 | 1990 | 2006 | 2013 | 2015 | 2017 | 2019 | 2020 | 2022 |